# ماكاسكيل
ماكاسكيل (بالإنجليزية: McCaskill, Arkansas)‏ هي مدينة تقع في مقاطعة هيمبستيد، أركنسو بولاية أركنساس في الولايات المتحدة. تبلغ مساحة هذه المدينة 1.9 (كم²)، وترتفع عن سطح البحر 136 م، بلغ عدد سكانها 96 نسمة في عام 2010 حسب إحصاء مكتب تعداد الولايات المتحدة.

## وصلات خارجية
- The US50 - Cities and Towns in Arkansas State
- 2012 United States Census Estimate